# Rechie Valdez
Pour les articles homonymes, voir Valdez.
Rechie Aileen Valdez, née Rechie Salazar le 17 septembre 1980 à Kitwe en Zambie, est une entrepreneure, banquière d'entreprise et femme politique canadienne d'origine philippine. Elle est députée de la circonscription de Mississauga—Streetsville à la Chambre des communes du Canada depuis les élections fédérales de 2021 sous la bannière du Parti libéral du Canada. Elle est la première femme d'origine philippine à être élue députée à la Chambre des communes.

## Biographie
Née en Zambie au sein d'une famille philippine le 17 septembre 1980, Rechie Valdez et sa famille immigrent au Canada en 1989 alors qu'elle n'a que 9 ans. Sa famille s'installe à Mississauga où Valdez grandit et y donne naissance à deux enfants qui y grandiront aussi.
Elle entre à l'Université de Windsor en 1999 et y termine un baccalauréat en informatique en 2003. La même année, elle obtient un emploi chez BMO Groupe financier comme banquière d'entreprise qu'elle occupera jusqu'en février 2020. Entretemps, en 2016, elle complète un programme de perfectionnement des cadres à l'Institut d'apprentissage BMO et elle démarre sa propre entreprise de boulangerie de spécialité sur demande à Mississauga appelée Chietopia qui dessert la région du Grand Toronto.
Le 15 août 2021, elle fait le saut en politique active en devenant la candidate du Parti libéral du Canada dans la circonscription de Mississauga—Streetsville quelques heures après le déclenchement des élections fédérales. Le 20 septembre suivant, Rechie Valdez est élue députée à la Chambre des communes du Canada en obtenant plus de 47 % des voix et en battant la candidate conservatrice Jasveen Rattan par 6 567 votes. Elle devient la première femme d'origine philippine à être élue députée à la Chambre des communes. En 1988, Rey Pagtakhan (en) avait été le premier homme d'origine philippine à être élu à cette chambre.
Lors du remaniement du conseil des ministres du gouvernement Trudeau du 26 juillet 2023, elle est nommée ministre de la Petite Entreprise.
Le 14 mars 2025, elle est nommée whip en chef du gouvernement de Mark Carney. Réélue en 2025, elle est nommée ministre des Femmes et de l'Égalité des genres et secrétaire d'État pour les Petites entreprises et le Tourisme lors du remaniement ministériel du gouvernement Carney le 13 mai 2025.

## Vie privée
Rechie Salazar est mariée à Christopher Valdez et à deux enfants.